# Pehr Rudin
Pehr Rudin (Petrus Jonæ), född 21 oktober 1733 i Karlstad, död 11 september 1793 i Stockholm, var en svensk tidningsman.
Pehr Rudin var son till hattmakaren Jonas Rudin. Han gick i skola i Karlstad och blev student vid Uppsala universitet 1751 samt magister där 1758 på en avhandling om Titus Livius. Som informator kom han i kontakt med Olof von Dalin. 1763–1767 vistades Rudin utomlands, mest i Köpenhamn, där han 1766 utgav tidskriften Den danske Proteus, en moralisk veckopublikation i stil med Then Swänska Argus. Rudin gick i sin tidskrift skarpt till rätta med vissa danska poeter, vars alster inte uppfyllde fransk-klassicismens stränga krav på poesin. 1769 inskrevs Rudin som extraordinarie tjänsteman i Kammarkollegium men tycks inte ha haft någon ordnad tjänstgöring. Han utgav 1777 Vitterhets Journal, men inträdde 1778 som medarbetare i den av Johan Henric Kellgren utgivna Stockholms-Posten, där han arbetade som utrikesredaktör till 1787. Han utgav dessutom 1781 en tidning på franska, Gazette Française de Stockholm, som innehöll politiska nyheter från utlandet. 1783 erhöll han av regeringen fullmakt på en lektorstjänst i Karlstad vid där inträffande ledighet men kom aldrig att tillträda denna befattning utan begärde avsked 1787. Under de båda sista åren av sitt liv var han medarbetare i Extra-Posten. Rudin var inom poesins område en utpräglad företrädare för den fransk-klassicistiska smaken och ställde sig oförstående till den samtida tyska skönlitteraturen. I sin produktion var Rudin starkt påverkad av Olof von Dalin, och för eftervärlden blev han mest känd som utgivare av dennes Poetiska arbeten (2 band, 1782–1783).